# Moose (hond)
Moose (24 december 1990 - 22 juni 2006) was een acterende hond, een Jackrussellterriër, voornamelijk bekend van zijn rol als Eddie in de sitcom Frasier.
Hij werd geboren op kerstavond 1990 in Florida, de Verenigde Staten, de jongste en grootste uit een nestje van vier. Hij was een lastige pup, die al snel door zijn eigenaars werd gegeven aan Birds and Animals Unlimited, een talentenbureau voor dieren. Uiteindelijk kwam hij in de handen van hondentrainster Mathilde DeCagny.
Moose speelde in de eerste acht seizoenen van Frasier de rol van Eddie. Een van zijn zonen, Enzo, verving hem in de laatste seizoenen van tijd tot tijd en nam na het achtste seizoen zijn rol over. Ook speelden Moose en Enzo samen de rol van Skip in de film My Dog Skip uit 2000. Moose speelde de oudere Skip, Enzo de jongere. Moose en Enzo hadden bijna dezelfde gezichtstekening, wat vrij bijzonder is voor een Jack Russell.
In 2000 verscheen zijn "autobiografie", My Life as a Dog. Datzelfde jaar ging hij met pensioen.
Moose leefde de laatste jaren bij zijn trainer, Mathilde in Los Angeles. Hij is 15½ jaar oud geworden.